# Jean Baptiste Dubessy
Pour les articles homonymes, voir Dubessy.
Jean Baptiste Dubessy, né le 20 juillet 1770 à Cognac-le-Froid en Limousin et mort le 8 avril 1838 à Limoges, dans le même département, est un militaire français de la Révolution et de l’Empire.

## Biographie
Il entre en service le 23 juin 1780 comme soldat au 12e régiment de cavalerie. Il devient brigadier le 1er septembre 1784, maréchal des logis le 21 septembre 1786, et il obtient son congé par ancienneté le 23 juin 1788. De retour dans ses foyers, il ne peut s’habituer à la vie oisive, et le 6 mars 1789, il se fait réadmettre comme maréchal des logis dans son ancien régiment. 
Il passe maréchal des logis chef et sous-lieutenant le même jour (20 avril 1792), et il fait les campagnes de 1792 et 1793 à l’armée du Rhin. Il est nommé lieutenant le 1er avril 1793, et il est envoyé à l’armée de l’Ouest en l’an II. En juin 1794, le représentant du peuple Carrier envoie à Valade, où Dubessy commande, 300 femmes et enfants pour y être fusillés. Au lieu d’exécuter l’ordre barbare qui lui a été transmis par l’agent de Carrier, Dubessy s’empresse d’envoyer ces personnes à l'intérieur du territoire, leur sauvant ainsi la vie. 
Il reçoit son brevet de capitaine le 2 septembre 1794, et il retourne à l’armée du Rhin, où il fait toutes les campagnes jusqu’à l’an IX. Le 12 novembre 1795, il se distingue au combat ayant lieu devant Frankenthal, où il est blessé d’un éclat d’obus à la tête et à son cheval tué sous lui. Il est nommé chef d’escadron le 30 décembre 1801, et il tient garnison à Metz en l’an X et en l’an XI. Le 29 octobre 1803, il est promu major au 30e régiment de dragons, et il est fait chevalier de la Légion d’honneur le 25 mars 1804. Très versé dans les détails du service, il s’occupe avec zèle de l’instruction et de l’administration de son corps. 
Le 31 mars 1809, il est nommé colonel en second, et c’est en cette qualité qu’il prend le commandement du 1er régiment provisoire de dragons, et qu’il est envoyé à l’armée d’Espagne. Le 14 octobre 1811, il prend le commandement du 24e régiment de dragons, qui se trouve à l’armée d’Aragon, et participe à toutes les affaires qui ont lieu. Il se distingue surtout à celle de Castalla le 21 juillet 1812. Il est élevé au grade d’officier de la Légion d’honneur le 12 février 1813, et il fait encore de manière brillante les campagnes de 1813 et 1814, aux armées de Catalogne et d’Aragon. Lors de la Première Restauration, il prend le commandement du 3e régiment de dragons le 11 juin 1814 et est fait chevalier de Saint-Louis le 30 septembre suivant. Il est admis à la retraite le 1er juin 1815. Il meurt le 8 avril 1838 à Limoges.

## Sources
- A. Lievyns, Jean Maurice Verdot, Pierre Bégat, Fastes de la Légion-d'honneur, biographie de tous les décorés accompagnée de l'histoire législative et réglementaire de l'ordre, Tome 4, Bureau de l’administration, 1844, 640 p. (lire en ligne), p. 338.
- « Cote LH/810/42 », base Léonore, ministère français de la Culture
- Jules Tintou, Limousin, voici tes fils ..: 1791-1815, imprimerie Touron, 1971, p. 130.
- Pierre François Tissot, Les fastes de la gloire: ou les braves recommandés à la postérité; monument élevé aux défenseurs de la patrie, Volume 4, Raymond et Ladvocat, 1822, p. 51-52.
- Louis Gabriel Suchet, Mémoires sur ses campagnes en Espagne: depuis 1808 jusqu'en 1814, Volume 2, Anselin, Paris, 1834, p. 255.
- Léon Hennet, Etat militaire de France pour l’année 1793, Siège de la société, Paris, 1903, p. 241.